# 黄宗洪
黄宗洪（1956年2月—），贵州思南人，中华人民共和国政治人物，贵州省农业科学院副院长。研究员，九三学社中央委员会常务委员。